# Perlit
Perlit je mikrostrukturna sestavina, ki nastane pri evtektoidni reakciji v faznem diagramu Fe-Fe3C in številnih jeklih. Sestavljen je iz ferita in cementita. Pri normalnem ohlajanju nastane lamelni perlit, pri zelo počasnem ohlajanju ali pri žarjenju lamelnega perlita pa dobimo kroglasti perlit ali sferoidit.
Evtektoidna točka v faznem diagramu Fe-Fe3C je pri 0,77 % C in 727 °C. Pri evtektoidni reakciji avstenit sočasno razpade v ferit in cementit. Medlamelna razdalja med lamelami ferita se zmanjšuje z nižanjem temperature, pri kateri poteka razpad. Hkrati s tem se povečuje trdota perlita.
Če jeklo hitro ohladimo, lahko preprečimo nastanek perlita. V vmesnem območju nastane iz avstenita bainit, pri ohlajanju z nadkritično hitrostjo pa martenzit.